# کاش اینجا بودی (رمان)
کاش اینجا بودی (انگلیسی: Wish You Were Here) کتابی است از گراهام سویفت، نویسنده انگلیسی برندهٔ جایزه ادبی من‌بوکر که در سال ۲۰۱۱ منتشر گردید.